# Kanton La Côte Radieuse
Kanton La Côte Radieuse (fr. Canton de La Côte Radieuse) je francouzský kanton v departementu Pyrénées-Orientales v regionu Languedoc-Roussillon. Skládá se ze čtyř obcí.

## Obce kantonu
- Saint-Cyprien
- Saleilles
- Alénya
- Latour-Bas-Elne